# 알렉산드로스 흐리사포스
알렉산드로스 흐리사포스(영어: Alexandros Khrisafos)는 그리스의 수영 선수다. 그는 아테네에서 열린 1896년 하계 올림픽에 참가했다.
흐리사포스는 100m 자유형 종목에 출전했다. 그의 기록과 순위는 알 수 없지만 2위안에 들지 못한 것은 알 수 있다.

## 참고 문헌
- Lampros, S.P.; Polites, N.G.; De Coubertin, Pierre; Philemon, P.J.; & Anninos, C. 《The Olympic Games: BC 776 – AD 1896》 (영어). Charles Beck. (Digitally available at  보관됨 2013-01-16 - 웨이백 머신)
- Mallon, Bill; & Widlund, Ture. 《The 1896 Olympic Games. Results for All Competitors in All Events, with Commentary》 (영어). McFarland. ISBN 0-7864-0379-9. (인용문은 에서 볼 수 있음.)
- Smith, Michael Llewellyn (2004). 《Olympics in Athens 1896. The Invention of the Modern Olympic Games》 (영어). Profile Books. ISBN 1-86197-342-X.